# Aborto terapêutico
Denomina-se aborto terapêutico o aborto provocado (não-espontâneo) pelas seguintes motivações:
1. para salvar a vida da gestante
2. para preservar a saúde física ou mental da mulher
3. para dar fim a uma gestação que resultaria numa criança com problemas congênitos que seriam fatais ou associados com enfermidades graves
4. para reduzir seletivamente o número de fetos para minorar a possibilidade de riscos associados a gravidezas múltiplas